# Patai Zsuzsanna
Patai Zsuzsanna, (névváltozat Patai Zsuzsa) (Kiskőrös, 1969−) magyarországi cigány grafikus és festőművész.

## Pályafutása
Ötgyermekes családban nevelkedett, általános iskolai tanulmányainak befejezése után keramikusnak jelentkezett Sátoraljaújhelyre, de egy év múltán visszaért Kiskőrösre, ahol dekoratőri munkát vállalt, később Hódmezővásárhelyen folytatta keramikusi tanulmányait, amelyet végül itt sem fejezett be. Már hatéves kora óta a rajzolást és a festést kedvelte, általános iskolai tanára, Cserményi Boglárka patronálta, és további alkotásra biztatta. A művészettörténetben Patai Zsuzsanna a legnagyobb reneszánsz mesterek Michelangelo Buonarroti és Leonardo da Vinci munkásságát tanulmányozta és csodálta. Előbb autodidakta módon, majd képzőművészeti szakkörökben sajátítja el a rajz és a festés mesterségbeli fogásait, jó szakmai kapcsolatot alakít ki Kunhegyesi Ferenc kiskőrösi képzőművésszel, aki 2005-ben meg is rendezi Patai Zsuzsanna első kiállítását a helyi Művelődési Házban. Kunhegyesi meghívására vett részt a Cigány Ház fonyódi alkotótáboraiban, és az alkotótábor csoportos kiállításain. A 2009-es Cigány festészet című reprezentatív albumban megjelentették szakmai életrajzát és három olajfestményét.

## A Cigány festészet című albumba beválogatott képei
- Amíg a gyertya ég (olaj, farost, 50x60 cm, 2006)
- Ebédidő (olaj, farost, 50x60 cm,

## Kiállításai (válogatás)

### Egyéni
- 2005 • Művelődési Ház, Kiskőrös

### Csoportos
- 2009 • Válogatás a Fonyódi Roma Képzőművészeti Alkotótáborban készült művekből, Balázs János Galéria, Budapest[1]